# Hrvatski kolegij u Loretu
Hrvatski (Ilirski) kolegij (Collegio Illyrico di Loreto)) u Loretu kod Ancone, bila je školska ustanova Katoličke Crkve koja se nalazila u talijanskom gradu Loretu. 

## Povijest

### Prvo razdoblje
Kolegij je bio namijenjen školovanju budućim hrvatskih klericima koji su dolazili iz krajeva koji su pali pod tursku vlast. Utemeljio ga je papa Grgur XIII. 1580. godine. Prvi rektor bio je otac Toma Raggio.
Kolegij su vodili isusovci. Pokroviteljstvo je pripalo jednom kardinalu. Mjesno marijansko svetište je uzdržavalo ovaj kolegij.
Prvotno je kolegij primao 30 pitomaca. Pitomci su u kolegiju pohađali gimnaziju i moralnu teologiju. Budući da je kolegij bio utemeljen da bi njegovi učenici poslije služili Crkvi i svom rodnom kraju, pitomci su pri dolasku prisezali da će postati svećenicima te da će se vratiti u domovinu i ondje služiti Crkvi. 
Zemljopisna usmjerenost je bila za krajeve koji su bili pod Osmanskim Carstvom. Budući da je slobodno kretanje ljudi iz tih krajeva bilo znatno otežano, većina je pohađatelja bila s područja južne Hrvatske koja je onda bila pod mletačkom vlašću, a najjužniji kraj je bila slobodna Dubrovačka Republika. 
Isusovci su vremenom pokušali proširiti taj kolegij i za osobe kojima je najpotrebniji. No, na to su reagirali kanonici njihovih uzdržavatelja, Marijina svetišta te su ga ukinuli 1593. godine.

### Obnova rada
Rad mu je obnovio papa Urban VIII. 1624. godine. Opet su njime upravljali isusovci, a uzdržavatelji kanonici loretskog marijanskog svetišta. Broj kandidata je povećan, od prvotnih 30, sada je bilo 36. Od toga je bilo predviđeno za njih 12 s područja Dalmacije (pod mletačkom upravom) te 24 iz hrvatskih krajeva pod turskom vlašću. 
Kolegij je opet imao problema s uzdržavateljima koji su vodili svoju politiku, ne mareći za papine odredbe. Stoga je kolegij primao manje ljudi od svog predviđenog kapaciteta, pri čemu su 16 bila s područja Dalmacije, a 4 s područja pod turskom vlašću.
Na kolegiju se studiralo filozofiju i teologiju, a programski je trajao šest godina. Ukidanjem isusovaca 1773. mijenjaju se voditelji, pa kolegijem naizmjence upravljalju biskupijski svećenici, dominikanci i barnabiti. Tako je bilo sve dok nisu došle Napoleonove postrojbe 1797. i nove vlasti koje su gasile crkvene ustanove i sekularizirale državu te su zatvorile kolegij.

### Druga obnova
Padom Napoleonova sustava kolegij nije bio odmah obnovljen. Naposljetku ga je konačno obnovio papa Grgur XVI. 1834. godine, a kolegij se je zvao Collegio illirico-piceno. Primao je pitomce iz Italije i 12 pitomaca s Balkana i balkanskog susjedstva. Kolegij su opet vodili isusovci. Postojao je sve dok Papinska Država nije prestal postojati 1860. u procesu ujedinjenja Italije. 

## Ostvarenje očekivanja
Hrvatski kolegij u Loretu se od prvih dana suočava s brojnim problemima, kako u mjestu rada, tako i među krajevima odakle je primao pitomce, tako da nije do kraja uspio ostvariti ono što se je namjeravalo njegovim osnivanjem. Ipak, uspio je školovati brojne biskupe, književnike, misionare i župnike. Stoga je hrvatski kolegij iz Loreta postigao mnogo za Katoličku Crkvu i kulturu katoličkih vjernika u hrvatskim krajevima, Albaniji i Bugarskoj (gdje su djelovali brojni hrvatski misionari). Iako je ponajviše primio pitomaca iz južne i jugozapadne Hrvatske, kolegij je uspio školovati pitomce i iz Bosne i s područja današnje Đakovačko-srijemske biskupije.

## Poznati predavači i studenti
Pitomac Hrvatskog kolegija u Loretu bio je Bartol Kašić. Njegovo djelo Institutiones linguae illyricae iz 1604. je bilo predloškom za djelo Blago jezika slovinskoga illi slovnik u komu izgovarajuse rjeci slovinske Latinski i Diacki' Jakova Mikalje koji je svoj rječnik objavio baš u Loretu 1649. godine. Kolegij su pohađali Sluga Božji Nikola Bijanković koji je poslije postao makarski biskup, Ivan Penić, koji je poslije postao vanjski vikar pečuškog biskupa, Luka Natali, koji je poslije postao beogradski biskup, Andrija Natali, koji je poslije postao generalni vikar beogradskog biskupa, hrvatski pjesnik i prevoditelj Đuro Ferić Gvozdenica i drugi.
Tri je godine rektor u Ilirskom kolegiju bio Lovro Grizogono, jedan od najvećih hrvatskih mariologa.

## Poveznice
- Collegium Illyrico-Hungaricum
- Collegium Croaticum Viennense
- Ilirski kolegij u Fermu